# Jack George Taylor
Jack George Neil Taylor (Akron, 31 gennaio 1931 – Baia di Guantánamo, 30 maggio 1955) è stato un nuotatore statunitense.

## Carriera
Specializzato nel dorso, vinse la medaglia di bronzo ai Giochi Olimpici di Helsinki 1952 sulla distanza dei 100 m.

## Palmarès
- Giochi olimpici estivi

Helsinki 1952: bronzo nei 100m dorso.